# Leyte (Schiff)
Die USS Leyte (CV-32/CVA-32/CVS-32/AVT-10) war ein zur Essex-Klasse gehörender Flugzeugträger der United States Navy, der im April 1946 in Dienst gestellt wurde. Nach Übungseinsätzen im Atlantik, der Karibik und dem Mittelmeer in den ersten vier Dienstjahren war das Schiff ab 1950 bei Kampfhandlungen im Koreakrieg involviert, wofür es zwei Battle Stars erhielt. 1952 wurde die Leyte für die U-Boot-Abwehr umgerüstet. Das Schiff blieb bis Mai 1959 in Fahrt und wechselte anschließend in die Reserveflotte, wo es noch bis 1970 als Flugzeugtransporter gelistet war. Im September 1970 ging die Leyte zum Abwracken nach Baltimore.

## Geschichte
Die Leyte wurde am 21. Februar 1944 bei Newport News Shipbuilding als Crown Point auf Kiel gelegt und lief am 23. August 1945 vom Stapel, nachdem sie noch während der Bauphase am 8. Mai 1945 in Anlehnung an die See- und Luftschlacht im Golf von Leyte ihren neuen Namen erhielt. Die Indienststellung erfolgte am 11. April 1946 unter dem Kommando von Captain Henry F. MacComsey.
Als ersten Einsatz begleitete die Leyte im Herbst 1946 das Schlachtschiff Wisconsin auf einer Reise nach Südamerika. Anschließend absolvierte das Schiff ab November Übungseinsätze in der Karibik. 1948 erhielt die Leyte mit mehreren Sikorsky S-51 erstmals auch Hubschrauber und nahm im selben Jahr an der Flottenübung Operation Frigid im Nordatlantik teil. Danach war sie im Januar 1949 an der Suche nach der Star Ariel beteiligt. Zu den weiteren Einsätzen des Schiffes zählten drei Fahrten ins Mittelmeer zwischen April 1947 und August 1950.
Nach Ausbruch des Koreakriegs wurde die Leyte am 6. September 1950 als Teil der Task Force 77 zur Unterstützung der UNO-Truppen nach Sasebo in Japan verlegt, von wo aus ihre Flugzeuge Einsätze gegen die nordkoreanischen Truppen flogen. Während dieser Zeit war unter anderem die Fliegerstaffel VFA-32 an Bord des Schiffes stationiert. Ein Angehöriger dieser Staffel war der Offizier Jesse L. Brown, der am 4. Dezember 1950 bei einem Einsatz ums Leben kam und somit der erste afroamerikanische Pilot wurde, der während des Koreakriegs fiel.
Nach weiteren Übungseinsätzen in der Karibik gehörte die Leyte ab September 1951 der United States Sixth Fleet an. Im Dezember 1951 lag das Schiff für Übungseinsätze vor Hampton Roads, ehe es im August 1952 zu einer erneuten Fahrt ins Mittelmeer aufbrach. Ab dem 1. Oktober 1952 wurde die Leyte unter der Kennung CVA-32 als Angriffsträger gelistet. Nach ihrer Ankunft in Boston am 16. Februar 1953 erfolgte die kurzzeitige Ausmusterung des Schiffes, die jedoch bereits am 8. August widerrufen wurde. Unter der Bezeichnung CVS-32 war die Leyte nunmehr als Flugzeugträger mit dem Schwerpunkt zur U-Boot-Abwehr gelistet.
Während Umbauarbeiten für das neue Einsatzgebiet brach am Nachmittag des 16. Oktober 1953 im Hafen von Boston ein Brand an Bord des Schiffes aus, der durch eine Explosion im Maschinenraum ausgelöst worden war. Hierbei kamen 37 Menschen ums Leben, 28 weitere erlitten Verletzungen. Mit Verzögerung konnte die Leyte schließlich am 4. Januar 1954 wieder in Dienst gestellt werden.
Nach seiner erneuten Indienststellung fuhr das Schiff zur neuen Basis Quonset Point, wo es fortan als Flaggschiff der Carrier Division 18 diente. Von dort aus absolvierte es für die folgenden fünf Jahre Übungseinsätze an der amerikanischen Ostküste sowie in der Karibik. Im Januar 1959 verließ die Leyte Quonset Point, um in der New York Naval Shipyard auf ihre Inaktivierung vorbereitet zu werden. Am 15. Mai 1959 wurde das Schiff offiziell ausgemustert und am selben Tag unter der Bezeichnung AVT-10 als Flugzeugtransporter umregistriert.
Die folgenden elf Jahre verbrachte die Leyte in der Reserveflotte, ehe sie im August 1970 aus dem Naval Vessel Register gestrichen und zum Abbruch freigegeben wurde. Im September 1970 traf das Schiff in der Abwrackwerft von Boston Metals in Baltimore ein.